# Niños de la calle

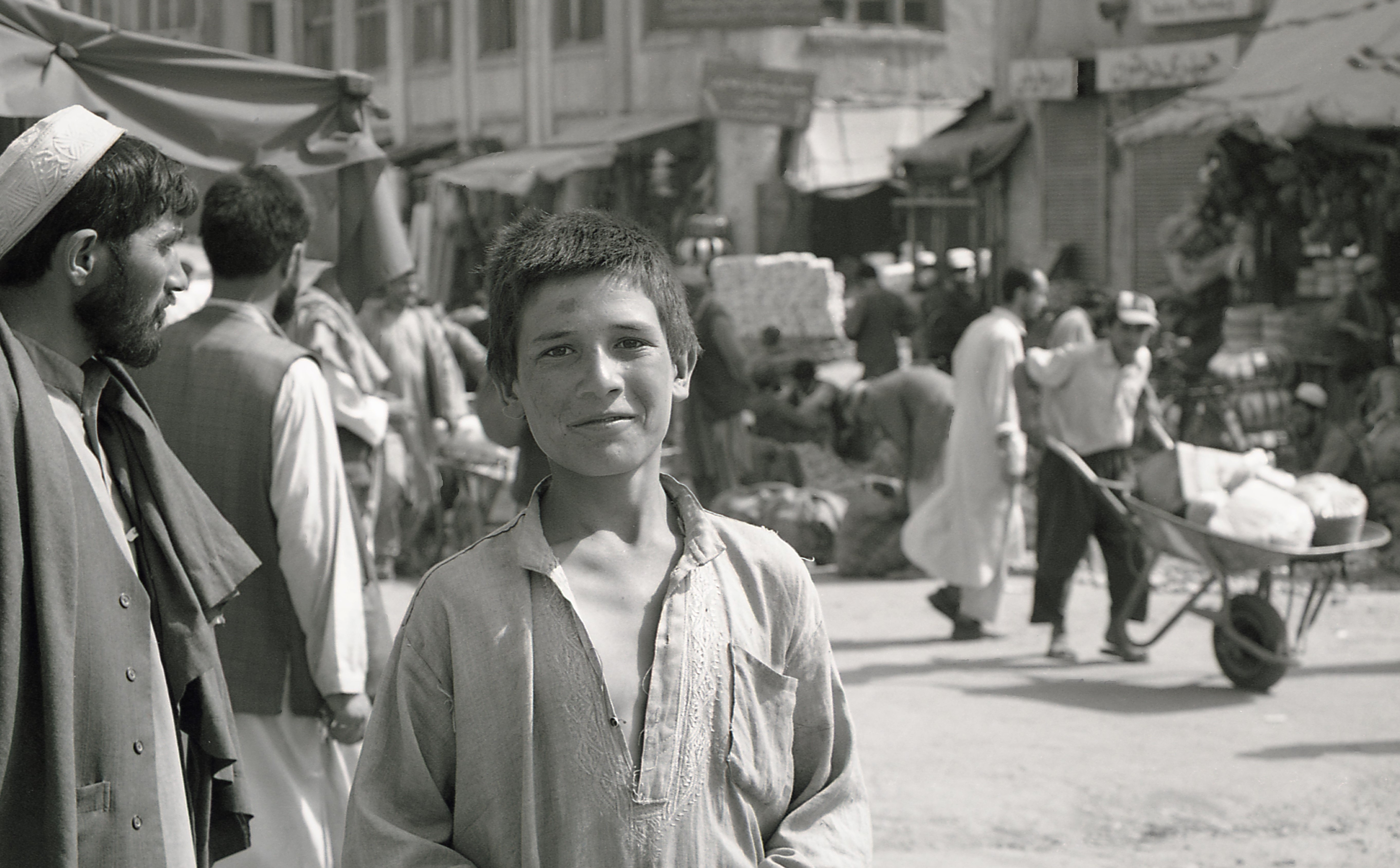
Un niño de las calles de Afganistán sonríe a la cámara en Kabul, en el 2003.

Los términos niños de la calle, niños en situación de calle o niños habitantes de la calle son términos usados para llamar a los niños pobres o sin techo que viven en las calles de una ciudad, privados de atención familiar y de la protección de una persona adulta. Viven en edificios abandonados, en cajas de cartón, en apartamentos, en estaciones en desuso o en cualquier rincón donde puedan dormir sin ser agredidos ni descubiertos por la policía.
Hay infantes así en muchas de las grandes ciudades del mundo, y especialmente en países en vías de desarrollo, y son víctimas de abusos, negligencia y explotación. En ocasiones, son asesinados por "escuadrones de limpieza" organizados por los negocios locales. En Latinoamérica, muchos de ellos son víctimas de abandono por familias económicamente incapaces de sostener a todos sus hijos. En África, una causa más común es el sida.

## Definición
Es difícil encontrar una definición precisa que pueda definir la enorme variedad de circunstancias en las que estos niños de la calle viven día a día. Sus condiciones son muy heterogéneas, desde niños que pasan todo el día en la calle y duermen en casa, con unos padres poco capacitados para atenderle adecuadamente; a jóvenes totalmente independientes que establecen sus propios grupos sociales, o comunidades de drogadictos dedicados al robo.
En 1994, la Comisión de Derechos Humanos de la Organización de las Naciones Unidas empleaba la siguiente definición, desarrollada a lo largo de la década anterior:

cualquier niño o niña para quien la calle (en el sentido más amplio de la palabra, lo que incluye viviendas desocupadas, eriales, etc.) se ha convertido en su morada habitual y/o su medio de vida, y que carece de protección, supervisión o guía suficiente por parte de adultos responsables.

Según cita la organización Project Concern International Zambia en 2002, Opoku (1996) distingue entre tres categorías, de mayor a menos arraigo familiar:
- niños en la calle, es decir, niños que trabajan en la calle y vuelven al hogar familiar por la noche;
- niños de la calle, o niños que viven en la calle y funcionalmente carecen de apoyo familiar, pero mantienen ciertos contactos con la familia;
- y niños abandonados, que no tienen contacto familiar.[2][3]

El Informe de la Alta Comisionada de las Naciones Unidas para los Derechos Humanos sobre la protección y promoción de los derechos humanos de los niños que trabajan y/o viven en la calle de 2012 refleja que, de acuerdo con investigaciones realizadas a lo largo de los años noventa, esta terminología anterior no reflejaba con exactitud las circunstancias y experiencias de los niños. En su lugar, utiliza los términos «niños que trabajan y/o viven en la calle», «niños de la calle» y «niños que tienen conexiones con la calle». Este último término se refiere a niños para los que la calle ejerce un papel central en su vida e identidad, más importante que el que puede ejercer la familia o la escuela.

## Cifras, distribución

### Cifras
Aunque no existe ningún registro fiable, se suele afirmar que el número de niños viviendo independientemente en las calles del mundo oscila entre los 100 y los 150 millones.
Según un informe del Consortium for Street Children, una organización no gubernamental del Reino Unido,
«Calcular el número de niños de la calle presenta muchas dificultades. En 1989, la UNICEF estimó que alrededor de 100 millones de niños crecían en áreas urbanas de todo el mundo. 14 años más tarde, la misma institución refería que "las últimas estimaciones cifran el total de estos niños en un máximo de 100 millones" (Unicef, 2005:37). Y, más recientemente, "el número exacto de niños en estas condiciones es imposible de cuantificar, pero las estadísticas hacen pensar en decenas de millones alrededor del mundo. Es probable que estas cifras estén aumentando" (Unicef, 2008:40-41). Por lo tanto, aunque se sigue usando la cifra de 100 millones, no se conoce una base de hecho (Enner y Milne, 1989; Hecht, 1998, Green, 1998). Del mismo modo, es discutible si el número de niños de la calle ha aumentado globalmente o si es la conciencia de su existencia en las sociedades la que ha crecido.»
A pesar de que el fenómeno aparece ante la sociedad como un hecho crítico en aumento, la cuantificación de los niños que viven en la calle resulta difícil principalmente porque cambian continuamente de vivienda  (entendiéndolo como los lugares donde pernoctan).
En Perú, durante mucho tiempo se trató de hacer un censo, la mayoría de los casos desmedidos, puesto se contaba por igual a los niños que trabajan, a los que practican la mendicidad y a los que se encuentra en situación de calle.
Un promedio de niños, niñas y adolescentes en situación de calle bordea los 800 a nivel nacional, esto es, retirando a los adultos que en muchos grupos son la mayoría.[cita requerida]

### Distribución
Aunque la población de niños que viven en estas condiciones no es estable ni ha sido estimada, instituciones o investigadores locales han estimado las siguientes cifras por país:

- India: 11.000.000[6]
- Brasil: 10.000.000 (cifras en discusión)[7] en aumento en Brasil[8][9]
- Rusia: 1.000.000 - 3.000.000[10]
- Egipto: 200.000 - 1.000.000[11]
- Kenia: 250.000 - 300.000[12]
- Filipinas: 200.000[13]
- Turquía: 32.000
- Marruecos: 30.000[14]
- Vietnam: 23.000[15]
- Jamaica: 6500[16]
- Latinoamérica y el Caribe 40 millones (10 millones en Brasil)[17]
- Mongolia: 3.700 - 4.000[18][19]
- Uruguay: 3.000[20]

Aunque la mayoría de éstos viven en países subdesarrollados, también viven en países industrializados y ricos como Alemania, donde se estima un total que ronda los 10 000 niños y los Estados Unidos, con entre 750 000 y 1 000 000.

### Sexo
Aunque hay variaciones entre países, se ha estimado que el 70 por ciento de los niños de la calle son del sexo masculino.
Aunque siempre la mayor parte de niños y adolescentes en situación de calle son varones, en los últimos tiempos ha habido un aumento de parte del sexo femenino, pero es importante recordar que la calle es un espacio de mucho riesgo.[cita requerida]

## Historia

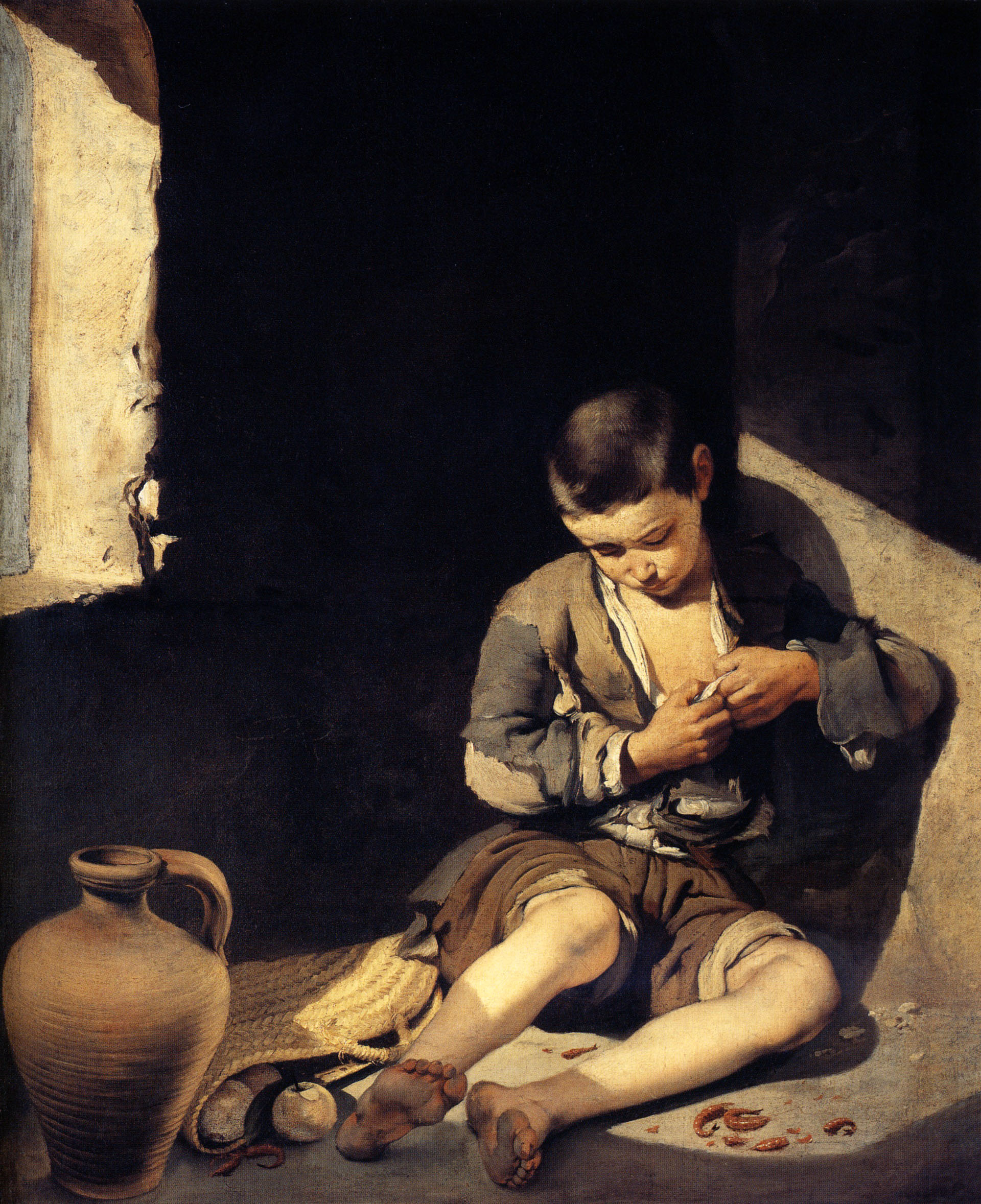
El mendigo o Joven mendigo, Bartolomé Esteban Murillo, h. 1650.

Que haya niños malviviendo en la calle no es un fenómeno reciente, como lo demuestran algunos cuadros costumbristas de conocidos pintores como Murillo.[cita requerida]
En la introducción de su Historia del abandono infantil en la Rusia soviética (1918-1930), Alan Ball afirma:

Los niños huérfanos o abandonados han sido una fuente de miseria desde antiguo. Aparentemente estuvieron relacionados con la prostitución de jóvenes en la Roma de Augusto y, pocos siglos después, motivaron que un concilio eclesiástico convocado en la Galia Transalpina declarase: "Respecto a los niños abandonados, hay una queja generalizada de que en estos días están más expuestos a los perros que a la amabilidad.[1] Sobre la Rusia zarista, algunas fuentes describen a grupos de muchachos vagabundeando por las calles; es éste un fenómeno que ha sobrevivido a todos los métodos de erradicación intentados. Mucho antes de la revolución rusa, el término "bezprizornye" había conquistado una amplia difusión [2]".

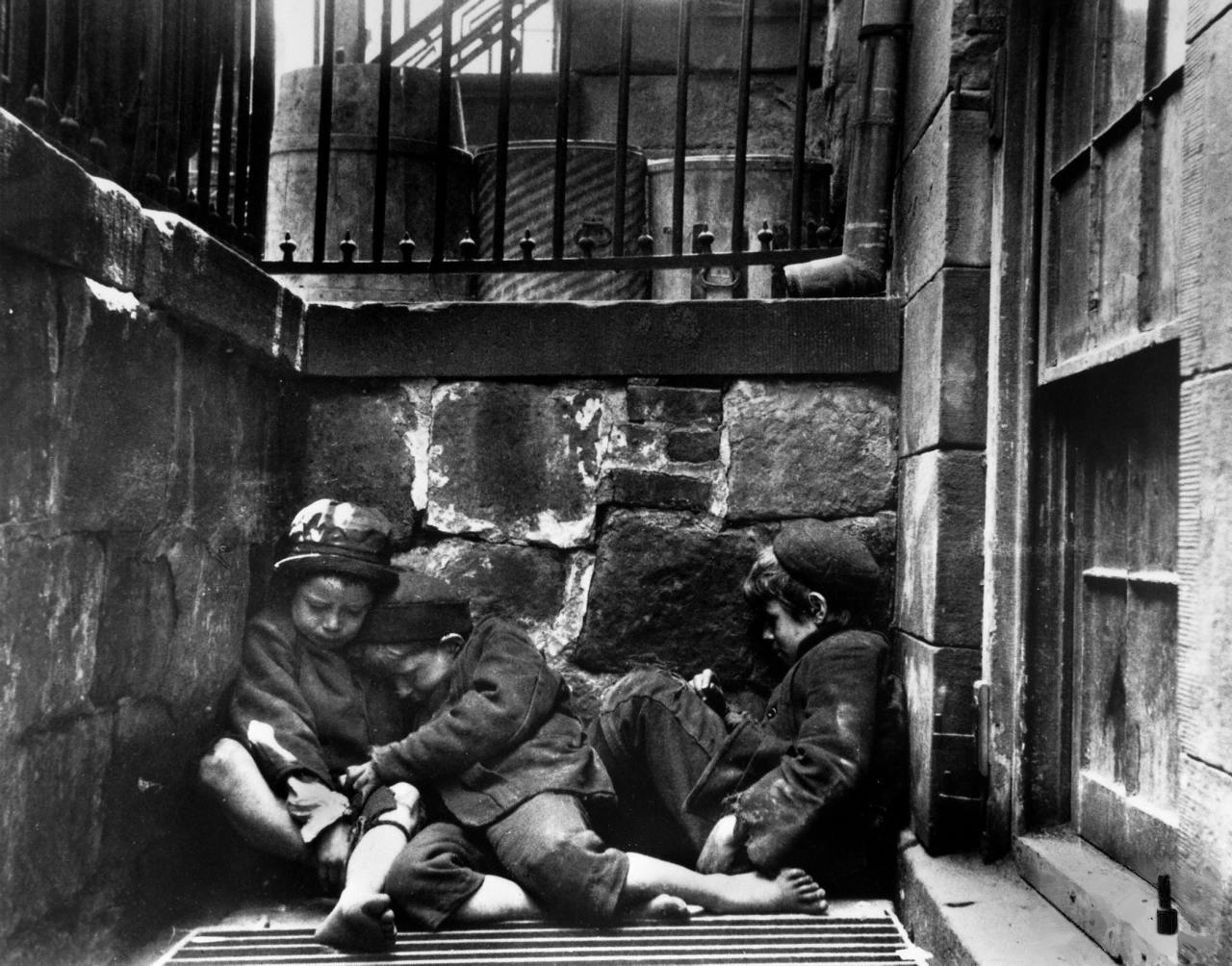
Niños durmiendo en Mulberry Street - Fotografía de Jacob Riis en Nueva York, 1890.

En 1848, Lord Ashley describía más de 30.000 niños "abandonados, vagabundos, despojados, desnudos y delincuentes" que circulaban por todo Londres. En 1890, el periodista Jacob Riis describió a ciertos "árabes callejeros" de Nueva York, cuyas características y medios de vida podrían ser fácilmente reconocidos en los actuales niños de la calle. Hacia 1922, se contaban en Rusia cerca de 7.000.000 de niños sin hogar, como resultado de casi una década de devastación continuada, entre la Primera Guerra Mundial y la Guerra Civil Rusa. Estos niños abandonados formaban bandas juveniles, creando sus propios grupos sociales, su argot, y dedicándose básicamente al robo y a la prostitución. El mundo de la cultura ofreció su perspectiva del asunto con personajes como Kim, de Kipling, un niño de la calle indio, o Gavroche, en Los miserables de Víctor Hugo. La banda de carteristas de Fagin en Oliver Twist, así como los Irregulares de Baker Street descritos por Arthur Conan Doyle, atestiguan la presencia de niños de la calle en el Londres decimonónico.

## Causas
Los niños pueden terminar en la calle por distintas razones, de las cuales las más típicas son las siguientes:
- No tienen elección: Han sido abandonados, son huérfanos o han sido expulsados de sus hogares. No cuentan con recursos económicos, de salud o apoyos familiares.
- Eligen vivir en la calle a raíz de maltratos sufridos en su casa, por negligencia de los padres o porque simplemente su familia no es capaz de cubrir sus necesidades básicas.
- Eligen vivir en la calle por los ingresos que con sus actividades puedan reportar a sus familias. Si esos hogares y familias, como parte integrante de la sociedad, son incapaces de mantener la vida de ese niño, puede por tanto decirse que las razones últimas del abandono del domicilio paterno son las condiciones sociales, económicas, políticas y medioambientales impuestas por el conjunto de la sociedad en que ese grupo marginal se inscribe.

En un informe de 1993, la OMS sugería estos factores como causantes del fenómeno:
- Desintegración del entorno familiar
- Conflicto armado
- Pobreza extrema
- Desastres (naturales o provocados)
- Hambre
- Abusos físicos y sexuales
- Explotación infantil, que es donde los adultos chantajean a lo se niños para hacer el trabajo del adulto
- Desplazamiento social tras emigración
- Urbanización y crecimiento descontrolado de suburbios
- Incultura

El fenómeno de la situación de calle es expresión de la pobreza extrema en el ámbito de lo urbano.
La orfandad por otros motivos, como epidemias o sida es otra causa que podría añadirse a esta lista.
Dentro de las causas es necesario mencionar la falta de resiliencia, esta falta de capacidad de enfrentar un entorno negativo y lograr salir adelante, aprendiendo diversas lecciones que son implementadas para resolver problemas futuros.
Debemos preguntarnos ¿a qué se debe que niños en las condiciones familiares, económicas y sociales difíciles no abandonan sus hogares? (cita, Víctor Espino 2006).
Por lo tanto, no sólo estamos ante un fenómeno con causas sociales, sino también personales, en donde se debe averiguar como procesó sus experiencias de vida cada niños, niña y adolescente, si tuvieron modelos a imitar para enfrentar o rehuir de los problemas.

### Causas profundas
Brasil es el quinto país más poblado del mundo, con alrededor de 190.000.000 de habitantes. La desigualdad social entre las clases enriquecidas y las pobres es de las mayores del mundo: De hecho, el 1% de las personas más poderosas del país controla el 50% de su riqueza, y la mitad más pobre de la población ha de sobrevivir con un escaso 10%. Los niños de la calle se han convertido en un problema urbano a raíz del éxodo rural, la negligencia familiar y el desplazamiento forzoso de tierras expropiadas. El problema se acentúa con el acelerado rejuvenecimiento de la media de la población urbana. Sólo en Latinoamérica, las proyecciones para el año 2020 estiman una población de 300.000.000 de jóvenes, el 30% de los cuales será extremadamente pobre.[Ref: Independent Commission on International Issues]. Por otra parte, el 78% de la población brasileña vive en ciudades más o menos grandes.
La pertinaz pobreza, la rápida industrialización, y la expansión de barrios de favelas, crean un entorno social y económico crítico, que conduce a extrema pobreza, desintegración familiar, violencia y rupturas más frecuentes.

### Proceso de callejerización
El callejerismo es un fenómeno heterogéneo y complejo por lo que no existe un proceso lineal para explicarlo. Pueden considerarse las siguientes etapas del desarrollo del dicho fenómeno (referente a la infancia callejera aunque pueden hacerse generalizaciones):
- Encuentro: la persona llega a un grupo (que está en situación de calle) y busca la aceptación del mismo con el fin de garantizar su seguridad. Generalmente se inicia el consumo de drogas como un recurso de pertenencia. Normalmente los recién llegados quedan bajo la tutela de algún mayor que se encuentre bien posicionado dentro del grupo.
- Idilio: en esta etapa se descubren algunos beneficios de vivir en la calle, la itinerancia y experiencias generales los mantienen conformes e interesados. Se desarrollan estrategias como la mendicidad encubierta, los hurtos en pequeña escala y el uso de las diferentes ayudas institucionales.
- Profesionalización: los muchachos superan los 5 años de vida callejera, por lo que tienen amplio conocimiento del contexto en el que viven y los actores que intervienen en él (compañeros, policías, educadores), conocen las formas de obtener dinero y drogas para subsistir. En este punto están expuestos a situaciones de alto riesgo porque entre otras cosas consumen excesivamente drogas, pierden la conciencia de riesgo así como control de su conducta, realizan prácticas sexuales sin protección lo cual se traduce en peligro de contraer enfermedades de transmisión sexual .
- Crisis del futuro: esta condición puede presentarse en diversos puntos del proceso. Es provocada generalmente por una ruptura en la vida cotidiana (como la muerte de un compañero, la intervención de algún trabajador social). Puede considerarse como un punto de inflexión en donde la persona se cuestiona si debe modificar su estilo de vida o debe continuar en él. Las decisiones que se tomen dependerán en gran parte del respaldo que se encuentre.
- La juventud callejera: son hombres y mujeres que se han mantenido en la calle durante varios años y que han ingresado en diversas ocasiones a programas de ayuda social especializados o a espacios carcelarios. Tienen una dependencia profunda de las drogas y presentan daños neuronales y/o padecimientos psiquiátricos.

### Escuadrones de la muerte
La mayor parte de los niños de la calle de Brasil morirán antes de llegar a los 18 años. Entre 4 y 5 adolescentes mueren diariamente y cada 12 minutos un niño recibe una paliza, según citan fuentes locales. Las estimaciones más moderadas refieren dos asesinatos diarios, aunque hay quien eleva esta cifra a 4.
Se ha informado de ejecuciones y mutilaciones de niños. En julio de 1993, ocho niños y adolescentes fueron asesinados en un tiroteo cerca de la iglesia Candelária en Río de Janeiro. El hecho alcanzó cierta notoriedad gracias a la prensa internacional, y la clásica política de asesinar a los meninos da rua brasileños fue muy criticada. Los escuadrones de la muerte tuvieron que pasar a cumplir sus tareas de "limpieza" en un más discreto segundo plano, por lo que desgraciadamente siguen operativos: En São Paulo, el 20% de los homicidios cometidos por la policía en los primeros meses de 1999 fueron contra menores de edad,[cita requerida] y las operaciones específicas para el asesinato de niños son conocidas como mineiras.

### Narcotráfico
Las bandas de narcotraficantes son responsables de casi la mitad de asesinatos infantiles cometidos en la jurisdicción de Río de Janeiro. Desde la década de los 90, la nueva cultura de la droga ha causado estragos, sobre todo entre los más pobres. Hoy en día, Brasil es el segundo consumidor mundial de cocaína, solo por detrás de los EE. UU.. En las favelas —donde se concentra el 25% de la población de Río de Janeiro— son las bandas de narcotraficantes quienes controlan los recursos. Algunos niños de la calle son reclutados por estas bandas, que les dan armas ligeras para su protección. Los chicos son utilizados como correos de la droga entre compradores y vendedores. No es de extrañar, por tanto, que las posibilidades de que uno de estos niños mueran en los barrios de favelas sea «ocho o nueve veces superior a la de un niño que vive en Oriente Medio».[Ref: Save The Children][cita requerida]

### Explotación sexual
En el 2003 se estimaba que aproximadamente el 65% de los niños y niñas en situación de calle en las capitales los países de América Latina están implicados de un modo u otro en la explotación sexual.

## Por país

### Brasil
Según las fuentes consultadas[¿cuál?], en Brasil viven entre 8 y 10 millones de niños de la calle, o meninos da rua.[cita requerida] Una simple inspección en São Paulo, localizó a 609.000 niños durmiendo en las calles. Al menos 50.000 de ellos eran menores de 12 años y no contaban con el apoyo de un adulto. El modus vivendi de estos niños pasa por rebuscar comida en los vertederos de basura, trabajar en condiciones ilegales para vendedores callejeros y limpiabotas, la delincuencia, la prostitución, el tráfico de drogas y los espectáculos callejeros. Los niños de la calle brasileños están igualmente expuestos a la enfermedad, la desnutrición, el sida y el abuso policial. Se han registrado numerosos casos de maltrato policial sobre menores de edad sin ningún pudor y que solo las autoridades se encargan de tapar y esconder.[cita requerida]

### Colombia
En Colombia se utilizan varios términos para referirse a los niños de la calle. Uno de ellos, especialmente popular en el siglo XIX, es el de «chinos de la calle», proveniente del término quechua chino, que significa «niño». Asimismo, se emplea el galicismo «gamín», introducido por Alberto Urdaneta en 1884 en el Papel Periódico Ilustrado que él mismo dirigía.
Durante el siglo XIX y buena parte del XX, ante la falta de la iniciativa estatal, eran los particulares los que construían albergues para acogerlos, o los empleaban para sus empresas. En 1967, se creó en Bogotá el Instituto de Protección de la Niñez y la Juventud. Al año siguiente, el presidente Carlos Lleras Restrepo ratificó la Ley de Paternidad Responsable, por la que los padres tenían la obligación de responder y velar por sus hijos. El mismo año, se creó el Instituto Colombiano de Bienestar Familiar (ICBF).

### India

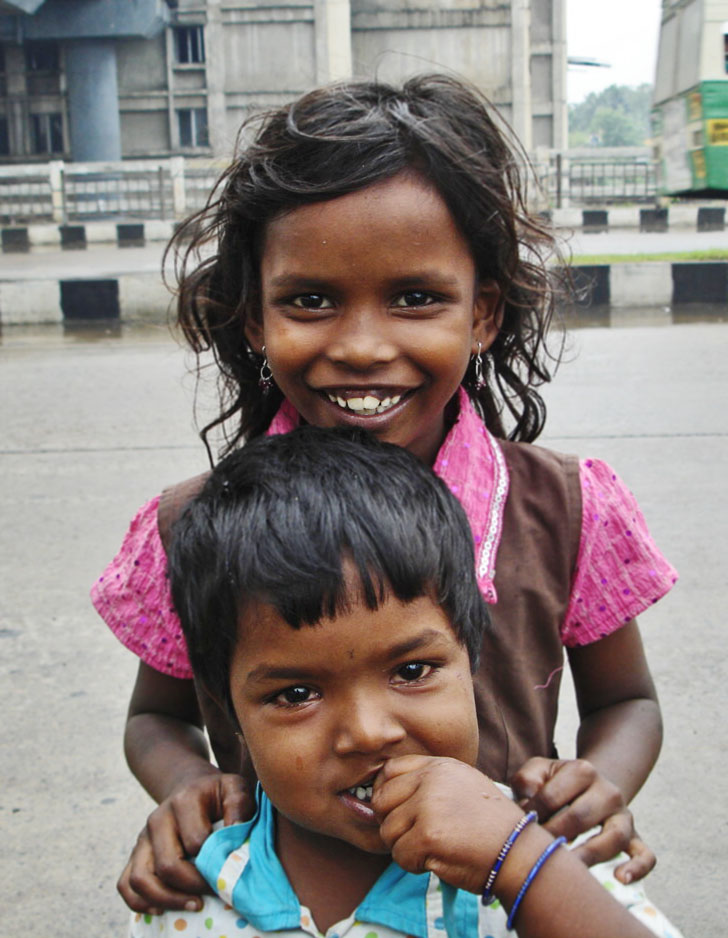
Dos niños en Chennai, India.

Se calcula que en la India se reúne la mayor población de niños de la calle: algunos estudios hablan de una suma total de 18.000.000. La república de India es el segundo país más poblado del mundo, y gracias a su enérgico crecimiento económico se ha convertido en uno de los país de más rápido desarrollo. La brecha abierta entre "ricos" y "pobres" se ha ampliado durante el proceso, y se estima que cerca del 22% de la población vive bajo el umbral de la pobreza. Debido al desempleo, al éxodo rural, al rápido crecimiento urbano y a la falta de voluntad política, la India se ha convertido en uno de los países con las cifras más altas de niños trabajadores. Estos niños además están especialmente expuestos a la malnutrición, las enfermedades, el abuso de estupefacientes, la delincuencia, el tráfico de personas, el abuso de autoridad, físico y sexual; pese a las medidas correctivas que el gobierno ha tomado recientemente (como declarar ilegal el trabajo infantil). Existen numerosas ONG trabajando por la rehabilitación de estos niños, algunas de las más activas son las siguientes:
Deepalaya- Delhi
Salam Balak- Delhi
Jamghat- Delhi
Cini Asha- Calcuta
I-India- Jaipur
Vatsalya- Jaipur

### Italia
Aunque el fenómeno ha disminuido durante los últimos 30 años todavía se les encuentra en ciudades del sur, donde son presa fácil de la mafia que los utiliza en actividades delictivas que van del hurto a la prostitución.

### Rumanía
El Consejo de Europa estima que hay aproximadamene 1.000 niños viviendo en las calles de Bucarest (Rumanía). Se ha sugerido que estos niños sin hogar son consecuencia de las políticas demográficas del antiguo dirigente rumano Nicolae Ceauşescu, quien prohibió las medidas de contracepción con la esperanza de gobernar algún día a una importante población; que tanto él, como sus hipotéticos sucesores, consideraban más importante que el bienestar socioeconómico. De cualquier modo, muchos de estos niños han huido simplemente de sus hogares porque sus familias carecían de los medios necesarios para mantenerlos. Muchos de estos niños y niñas terminan en algunas calles de la capital rumana, que se han convertido en el destino de un importante turismo sexual, proveniente en su mayoría de países de Europa Occidental. Los niños de la calle rumanos pueden ser visto inhalando aurolac -una pintura basada en aluminio, usada tradicionalmente para pintar madera- en bolsas de plástico; es la droga que pueden obtener con sus limitados medios económicos. Rumanía ha experimentado un cierto crecimiento económico, que está reduciendo ligeramente la suma total de niños que viven en esas condiciones, y si el crecimiento continúa como se espera, el número de niños de la calle podría reducirse paralelamente.

### Rusia
En muchas de las mayores ciudades rusas, los niños de la calle se suelen reunir en torno a tuberías de metro y colectores de cable para protegerse del frío durante los crudos inviernos. Estos refugios subterráneos ofrecen cierto espacio, refugio frente a las inclemencias del tiempo y, lo más importante de todo, calefacción provista por el agua caliente y las tuberías de calefacción central de los edificios inmediatos. Rusia cuenta con más de 4.000.000 de niños de la calle, y uno de cada cuatro delitos cometidos en el país está relacionado con menores de edad. Oficialmente, el número de niños sin supervisión ronda los 700.000. Sin embargo, los expertos calculan que la cifra real oscila entre 2.000.000 y 4.000.000. Algunos trabajos documentales muestran el entorno cotidiano de estos niños, obligados a sobrevivir en un entorno de delincuencia, abuso -tanto por parte de la mafia como las fuerzas de seguridad- y drogadicción. El pegamento barato es típicamente inhalado por estos niños, que suelen convertirse en drogadictos antes de los 10 años de edad.

### Vietnam
Según los datos del Street Educator's Club, el número de niños de la calle ha decrecido en Vietnam de 21.000 (2003) a 8000 (2007). Localmente, las cifras han descendido de 1507 a 113 en Hanói, y de 8507 a 794 en Ho Chi Minh City. En este intervalo, sin embargo, el número de niños emigrados al extranjero ha aumentado, lo que hace sospechar una posible relación entre ambos factoes. Estas cifras, por otra parte, no pueden ser confirmadas dada la variable acepción del término, que cada país interpreta de modo ligeramente distinto. Algunos expertos hablan de diferentes "clases" dentro de la categoría general de niño de la calle en el contexto del Vietnam: «Niños que han escapado de casa o que no tienen casa, que duermen en la calle, niños que duermen en la calle con su familia o su tutor, niños que tienen una familia o tutor y que duermen normalmente en una casa, pero trabajan en la calle; inmigrantes que alquilan habitaciones de alquiler para compartir con otros niños trabajadores; y trabajadores forzados». El hecho es que existen cerca de 400 organizaciones humanitarias e internacionales distribuyendo ayuda a cerca de 15.000 niños que viven en condiciones especialmente difíciles. Entre estas organizaciones podemos destacar la Blue Dragon Children's Foundation, Young Lives International, VNhelp, Saigon Children's Charity, KOTO, Humanitarian Services for Children of Vietnam, Enfants du Monde - Droits de l'Homme, Children of Vietnam, Catalyst Foundation, I-India, Aid Children Without Parents, Save the Children Sweden, Cay Mai street children, Care program y otros.

### México
En el ámbito federal, el Sistema de Desarrollo Integral de la Familia es el órgano responsable de atender a los niños y jóvenes de la calle; esta institución busca reincorporar a dicha población a la escuela y a su familia. El DIF (Desarrollo Integral de la Familia) maneja el programa “Estrategia de Prevención y Atención a Niñas y Adolescentes en Situación de Calle “De la Calle a la Vida”. Con este programa se impulsa el enlace y la coordinación entre los sectores públicos y privados para la prevención y atención del fenómeno de la niñez en situación de calle. Constituye una coordinación de acciones y voluntades para construir una solución integral al problema a través de la asesoría técnica especializada, la investigación y el desarrollo de modelos de intervención. Se ocupa también de la sensibilización y difusión en los medios y de la capacitación del personal en los sistemas estatales y municipales y de las organizaciones privadas incorporadas al programa. En México la mayoría de organizaciones que prestan ayuda a niños y jóvenes en situación de calle se agrupan en la Ciudad de México; algunas de estas instancias son: 
- Casa Daya IAP (Institución de Asistencia Privada)
- El Caracol AC
- EDNICA
- Fundación Renacimiento (IAP)

#### Marco jurídico de protección de los derechos de las poblaciones callejeras.
A nivel nacional las poblaciones callejeras se encuentran consideradas en estas leyes:
- Ley sobre el Sistema Nacional de Asistencia Social
- Ley para prevenir y eliminar la discriminación

#### Ciudad de México
Aquí se han realizado dos censos de niños y niñas en situación de calle, uno en 1991 y el otro en 1995. El censo de 1995 fue organizado por la UNICEF y la oficina local del Sistema Nacional para el Desarrollo Integral de la Familia (DIF - DF). En dicho censo se contabilizaron 13, 373 niños y niñas menores de 18 años de los cuales 85.40% eran varones y 14.60 mujeres%. Cabe mencionar que entre el censo de 1991 y el de 1995 se registró un aumento de niños y niñas en situación de calle del 20%. Entre las principales causas de su estancia en la calle, 44.09% argumentó haber recibido malos tratos al interior de su familia y 26.66% respondió que estaban en esa situación porque la calle les gusta.
Algunos datos proporcionados por el censo antes mencionado de 1995 relacionados con niños y niñas que trabajan pero que también viven en las calles son::
- 70 % consume drogas, principalmente activo, marihuana, pegamento, tíner.
- 11.9 % es analfabeta.
- 40 % inició su vida en la calle entre los 5 y 9 años de edad, 60 % entre los 10 y 14 años.
- 75.35 % proviene del Distrito Federal y el Estado de México.
- El problema es mayoritariamente adolescente: 85.4% de la población fluctúa entre 12 y 17 años.

A través del Programa de Derechos Humanos del Distrito Federal se reconoce la situación de calle de la población y se fijan estrategias de acción para enfrentarla y superarla. Dicho programa es una herramienta para el diseño, programación y presupuestación de políticas públicas con enfoque de derechos humanos. En el capítulo 26 sección 7 de dicho programa se contempla el tema de Derecho al acceso a la justicia de las poblaciones callejeras.
En el conteo realizado por el Gobierno de la Ciudad de México a través de la campaña "En frío invierno, calor humano" se registró un aumento de la población que duerme en la vía pública en el periodo de 2010 a 2011, la cual aumentó de 3 mil 49 personas a 3 mil 282.

##### Marco jurídico de protección de los derechos de las poblaciones callejeras.
En la Ciudad de México las poblaciones callejeras se encuentran consideradas en éstas leyes:
- Ley de asistencia e integración social del Distrito Federal
- Ley federal para Prevenir y eliminar la Discriminación

## Reacciones gubernamentales

### La respuesta de los gobiernos
Al no haber alcanzado la mayoría de edad, los niños de la calle no cuentan con representación política alguna. El desamparo político es total, en cuanto que carecen de cualquier intercesor frente al gobierno, que en buena lógica sería la única institución con capacidad de resolver un problema de las dimensiones descritas. Por otra parte, su capacidad económica es prácticamente nula, por lo que tampoco son objeto de atención de los núcleos de poder extragubernamentales. Si los derechos de los niños de la calle suelen ser ignorados por sus gobiernos, también lo son por muchos otros gobiernos del mundo aunque algunos de ellos hayan ratificado la Declaración de los Derechos del Niño, promulgada por la ONU. Los gobiernos suelen verse bastante comprometidos por los informes sobre niños viviendo en la calle, y generalmente culpan a los padres o a países vecinos. Otro de los argumentos oficiales suele ser culpar a las ONG por su tarea en beneficio de estos niños desfavorecidos: según ellos, su solidaridad va "animando" a otros niños a echarse a la calle para compartir las "ventajas" de su estado.
Las políticas gubernamentales suelen girar en torno a medidas más radicales, como enviar a los niños a orfanatos, casas de acogida o instituciones correccionales, o simplemente "aislando" los barrios conflictivos. De cualquier modo, muchos de los niños que están en la calle han llegado allí tras fugarse de uno de estos centros en los que son recluidos por el gobierno, aunque otros gobiernos prefieren coordinar su trabajo directamente con los programas de las ONG. En ocasiones los gobiernos organizan "guardias urbanas" dedicadas a echar a los niños de las calles y expulsarlos, o encarcelarlos. La política oficial, por tanto, oscila entre la tolerancia y el desalojo, eventualmente por la fuerza. En los casos más extremos, los gobiernos han llegado a promover o participar en las llamadas operaciones de "limpieza social", y que consisten básicamente en el asesinato sistemático de niños de la calle. En Brasil, por ejemplo, "según la policía, los escuadrones de la muerte ganan entre 40 y 50 dólares por niño muerto, y hasta 500 dólares por adulto. En enero, el ministro de Sanidad, Alceni Guerra, afirmó que el gobierno tiene constancia de que los hombres de negocios financian y a veces dirigen personalmente las matanzas de niños de la calle".

### La respuesta de las ONG
Las Organizaciones No Gubernamentales (ONG) recurren a diversas estrategias para comunicar a la sociedad las necesidades y los derechos de los niños de la calle. Dichas estrategias pueden ser de índole:
- Defensa: Denunciando su situación a través de los medios y presionando al gobierno para adoptar políticas en pro de sus derechos.
- Preventiva: Realizando programas que intentan sacar a los niños del entorno urbano, con apoyo de familias y comunidades, e insistiendo en su educación.
- Institucional, que puede ser de dos tipos.
  - a) Programas de rehabilitación residencial: Algunas agencias facilitan un medio aislado de la calle, donde las actividades se centran en apartar al niño de su relación con las drogas y el abuso físico o sexual.
  - b) Residencias de asistencia completa: El último paso dentro de los programas de rehabilitación es la estancia permanente en instalaciones facilitadas por la agencia. Algunas agencias potencian la reintegración del niño en familias. Otras crean pequeños grupos de convivencia donde los niños viven bajo la tutoría de empleados de la agencia.[70] Otros grupos promueven la creación de grandes centros para acoger a mayor número de niños. Algunas agencias, por último, incluyen programas de seguimiento que supervisa la evolución del niño y asesora a su familia después de que el niño haya abandonado el programa de residencia.
- Programas basados en la calle: Que intentan aliviar los peores aspectos de la vida en la calle ofreciendo a los niños algún apoyo en las calles en las que viven. Estos programas tienden a ser más baratos que otros, y atienden a un mayor número de niños.
  - Programas alimentarios
  - Asistencia médica
  - Asistencia legal
  - Educación en la calle[71]
  - Servicios financieros
  - Reunificación familiar
  - Refugios de noche
  - Servicios financieros (banco y programa de emprendedores)
  - Programas de difusión, diseñados para que el niño vaya conociendo a la agencia
  - Concienciación, que busca cambiar las actitudes del niño respecto a sus circunstancias.[72][73] Muchas agencias emplean varias de estas estrategias y un niño pasará cierto número de estados antes de terminar su programa personal. Primero se establece un contacto mediante el programa de difusión, y tarde o temprano el niño irá implicándose en las actividades de la agencia, aunque viva aún en la calle. Finalmente, el niño podría ser aceptado para vivir en un refugio y por último en un centro residencial donde terminará definitivamente su relación con la vida en la calle.[74][75]

### Información a considerar en las intervenciones altruistas o de Política Pública
Los niños de la calle conforman un grupo hermético y de difícil acceso por lo que el trabajo social con esta población no es sencillo.
Los "educadores o maestro de la calle" deben construir una relación basada en la confianza con los niños y jóvenes para guiarlos en el camino hacia el abandono de la vida callejera. Se recomienda no forzar, a la población callejera, a dejar la vía pública contra su voluntad, sino prepararlos mediante un proceso para que por sí mismos al comprobar que hay mejores posibilidades de vida voluntariamente decidan dejar las calles.
Una limitación en las intervenciones con la población de niños y jóvenes en situación de calle, es la sobre oferta de servicios asistenciales en un espacio territorial estrecho, es decir las acciones generalmente se concentran en las capitales de los países.
Las intervenciones dirigidas a este grupo con el fin de promover su acceso a la educación, a un estilo de vida estable y saludable, y a reducir sus riesgos, tienen la intención de brindarles una mejor alternativa de vida y prevenir su marginalización de la sociedad. 
Una revisión sistemática de 13 estudios, todos llevados a cabo en Estados Unidos, excepto uno en Corea del Sur, encontró poca evidencia sobre las intervenciones para mejorar la integración de los niños y jóvenes de la calle a la sociedad, y proporcionarles una educación adecuada. Ninguno de los estudios midió la alfabetización, participación educativa o empleo. La evidencia de las intervenciones que apuntan al sexo seguro y a mejorar la salud mental varían extensamente y son inconclusas en cuanto a su efectividad. Sin embargo, algunas intervenciones que apuntaron a reducir el riesgo del abuso de sustancias podrían ser eficaces.

### Investigación con niños en situación de calle

#### Consideraciones éticas
Es recomendable que los / las investigadores leer consideraciones éticas importantes que son necesarias cuando se llevan a cabo investigaciones con niños. Una de las principales preguntas a las que se enfrentan los investigadores es si deben o no involucrarse con los niños y jóvenes (económicamente, principalmente).